# Kasper Hvidt
Kasper Hvidt, né le 6 février 1976 à Frederiksberg, est un handballeur danois, évoluant au poste de gardien de but.

## Palmarès

### Club
Compétitions internationales
- Finaliste de la Ligue des champions en 2006

Compétitions nationales
- Vainqueur de la Coupe d'Allemagne (1) : 1999
- Vainqueur du Championnat d'Espagne (2) : 2001, 2005
- Vainqueur de la Coupe d'Espagne (1) : 2001
- Vainqueur de la Supercoupe d'Espagne (1) : 2005
- Vainqueur du Championnat du Danemark (2) : 2011, 2012
- Vainqueur de la Coupe du Danemark (2) : 2010, 2011.

### Sélection nationale
Championnats du monde
- Médaille de bronze au Championnat du monde 2007,  Allemagne
- 4e place au Championnat du monde 2009,  Croatie
- 9e place au Championnat du monde 2003,  Portugal

Championnats d'Europe
- Médaille d'or au Championnat d'Europe 2008,  Norvège
- Médaille de bronze au Championnat d'Europe 2002,  Suède
- Médaille de bronze au Championnat d'Europe 2004,  Slovénie
- Médaille de bronze au Championnat d'Europe 2006,  Suisse
- 5e place au Championnat d'Europe 2010,  Autriche

Jeux olympiques
- 7e place aux Jeux olympiques de 2008 de Pékin,  Chine

Autres
- Début en Équipe du Danemark le 28 juin 1996
- 219 sélections nationales, 1 but[1]
- Dernière sélection le 30 janvier 2010 à l'Euro 2010

### Distinction personnelle
- Élu meilleur gardien du Championnat d'Europe 2008